# Bramenglaskelkje
Het bramenglaskelkje (Mollisina rubi) is een schimmel behorend tot de familie Dermateaceae. Het  leeft saprotroof op dood blad van Braam (Rubus fruticosus).

## Kenmerken
Het aanhangsel van de asci en ascosporen reageren rood met een oplossing van Lugol. De ascosporen zijn meestal korter dan 7 µm.

## Verspreiding
In Nederland komt het bramenglaskelkje zeer zeldzaam voor.